# Гертруда Велика
Гертруда Велика або Гертруда Гельфтська (нім. Gertrud von Helfta, 1256 — 1302) — середньовічна католицька свята, що жила у Німеччині у XIII столітті.

## Життєпис
Гертруда народилась 6 січня 1256 року у невеличкому німецькому місті Айслебен в Тюрингії. Про її дитячі роки та юність не зберіглося майже ніякої інформації. Відомо лише, що коли їй було п'ять років, батьки віддали її до монастиря цистерціанок у містечку Хельфта, неподалік Ейслебена. Незабаром до неї приєдналася її молодша сестра — Мехтильда.
У монастирі вихованням дівчат займалася абатиса Гертруда Хакенборська, яка також була видатною містичкою. У Хельфтському монастирі пройшло подвижницьке життя чотирьох видатних німецьких жінок-містиків: крім Гертруди Великої та Гертруди Гакенборнзької, там жили також Мехтільда Гакеборнзька (сестра Гертруди Великої) і Мехтільда Маґдебурзька. У монастирі Гертруда вивчала грамоту, латину, богослов'я та гуманітарні науки.
27 січня 1281 року Гертруда пережила своє перше видіння Христа (свою першу зустріч із Христом). Це переживання стало переламним у житті Гертруди. Вона почала старанніше вивчати Святе Письмо, а також труди блаженного Августина та Бернарда Клервоського.
Протягом восьми років, під час яких видіння регулярно повторювалися, Гертруда занотовувала їх у багатотомній праці «Legatus Divinae pietatis» («Посланець Божественної любові»), яка стала важливим внеском у розвиток німецького містицизму. Крім того, саме Гертруда сприяла встановленню культу вшанування Серця Ісуса, який пізніше поширився всією Католицькою Церквою.
1294 року Гертруда стає абатисою свого монастиря. Той факт, що на таку важливу посаду її було обрано молодою, у віці неповних 30 років, свідчить про її видатні чесноти та здібності. Гертруда прийняла постриг і виховала у своєму монастирі понад сотню монахинь. Гертруда була мудра, м'якосерда, спокійно стримана й розважлива. У милосерді й любові до Бога, в невтомній турботі про ближнього, у повній покірності долі та подоланні страстей минало її життя.
Автор містичних і богословських творів «Одкровення» і «Духовні вправи». Книгу «Одкровення» називали «Вісник люблячої ласки Божої», оскільки Гертруда підкреслювала, що намагалася виправити свої гріхи не зі страху справедливого гніву Божого, а заради ніжності Його любові.
Гертруда Велика померла 13 листопада 1302 року. За місяць до своєї смерті вона повністю втратила дар мови після апоплексичного удару. Лише губами повторювала одну й ту саму фразу: «Дух мій». Поховали Гертруду у Хельфтському монастирі, який був повністю знищений у період Реформації.
З 1606 року відзначається як свята у цистерцианскому ордені. У 1677 році папа Інокентій IX вписав її ім'я в Римський мартиролог, а в 1738 році Климент XII зробив її шанування загальним. День пам'яті — 16 листопада.